# Federazione calcistica della Polonia
La Federazione calcistica polacca (in polacco Polski Związek Piłki Nożnej, acronimo PZPN) è il massimo organismo calcistico della Polonia e pone sotto la propria egida i campionati professionistici e la nazionale di calcio del paese.

Il logo in vigore fino al 2011

Fondata il 20 dicembre 1919, è affiliata alla FIFA dal 20 aprile 1923 e alla UEFA dal 2 marzo 1955.